# Amphibolit

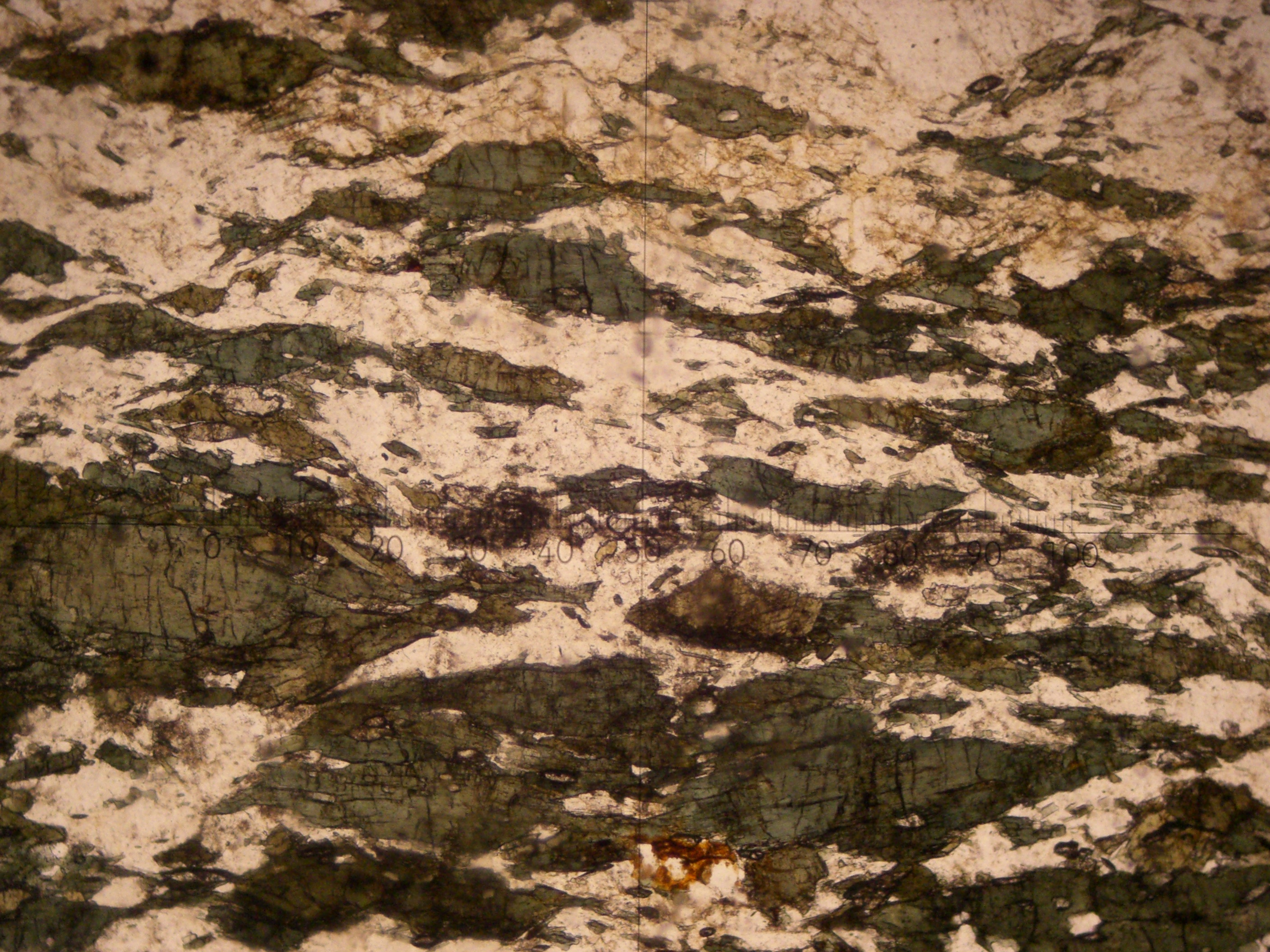
Amphibolit im Dünnschliff. Die dunkelgrünen Bereiche bestehen vermutlich aus Hornblende, der kleine rotbraune Fleck ist sehr wahrscheinlich Biotit.

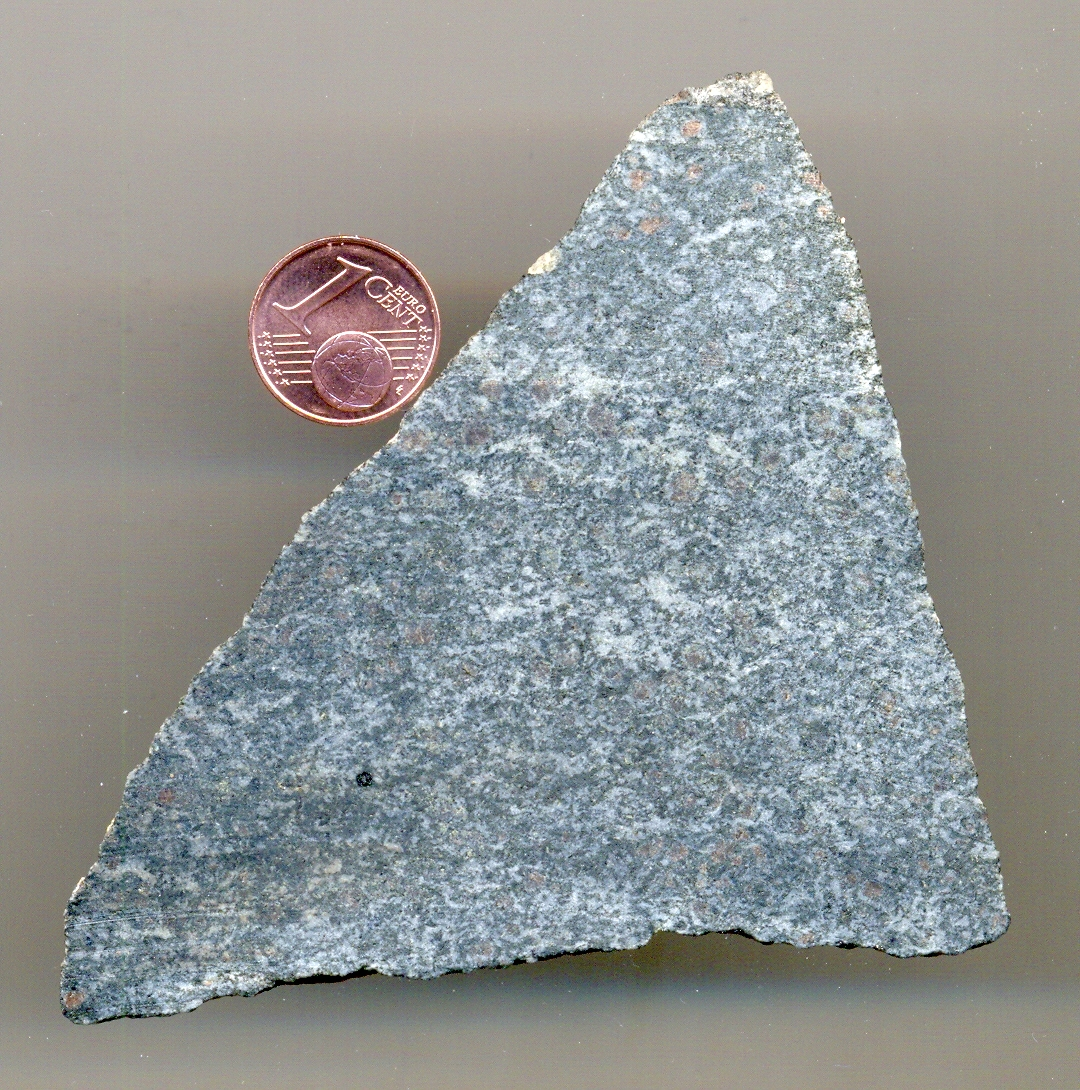
Granatamphibolit aus dem Pflerschtal (Anschliff)

Amphibolit ist definiert als Gestein, das durch die metamorphe Umwandlung von Basalt, dessen Tiefenäquivalent Gabbro oder anderen Meta-Basiten unter Druck- und Temperaturbedingungen der Amphibolit-Fazies entstanden ist (T ≈ 550–700 °C, P ≈ 200–1200 MPa).

## Begriffsbestimmung
Amphibolit im eigentlichen Sinn besteht bis zu 50 % vol. aus Vertretern der Amphibolgruppe (z. B. Hornblende, Pargasit oder Tschermakit) und aus Plagioklas (15–40 %). Des Weiteren enthält er Granat, Epidot, Biotit, Quarz oder auch Olivin und Erzminerale wie Magnetit und Pyrit. Die relativen und absoluten Mineralanteile hängen sowohl von der speziellen chemischen Zusammensetzung des Ausgangsgesteins als auch vom Metamorphosegrad ab. So tritt in der unteren Amphibolitfazies (d. h. bei Temperaturen am unteren Ende des Spektrums) Epidot auf, während in der oberen Amphibolitfazies Granat und Klinopyroxen gebildet wird. Die typische Ti-Phase für Gesteine der Amphibolitfazies ist das Mineral Ilmenit. Aus Mergeln und Tuffiten geeigneter Zusammensetzung kann ein dem Amphibolit ähnliches Gestein entstehen, das im Gegensatz zu den aus magmatischen Gesteinen entstandenen Ortho-Amphibolit als Para-Amphibolit bezeichnet wird. Übergangsformen zum Eklogit werden Eklogitamphibolit genannt.

## Zusammensetzung

Druck-Temperatur-Tiefendiagramm metamorpher Faziesbereiche; 5 = Amphibolit-Fazies

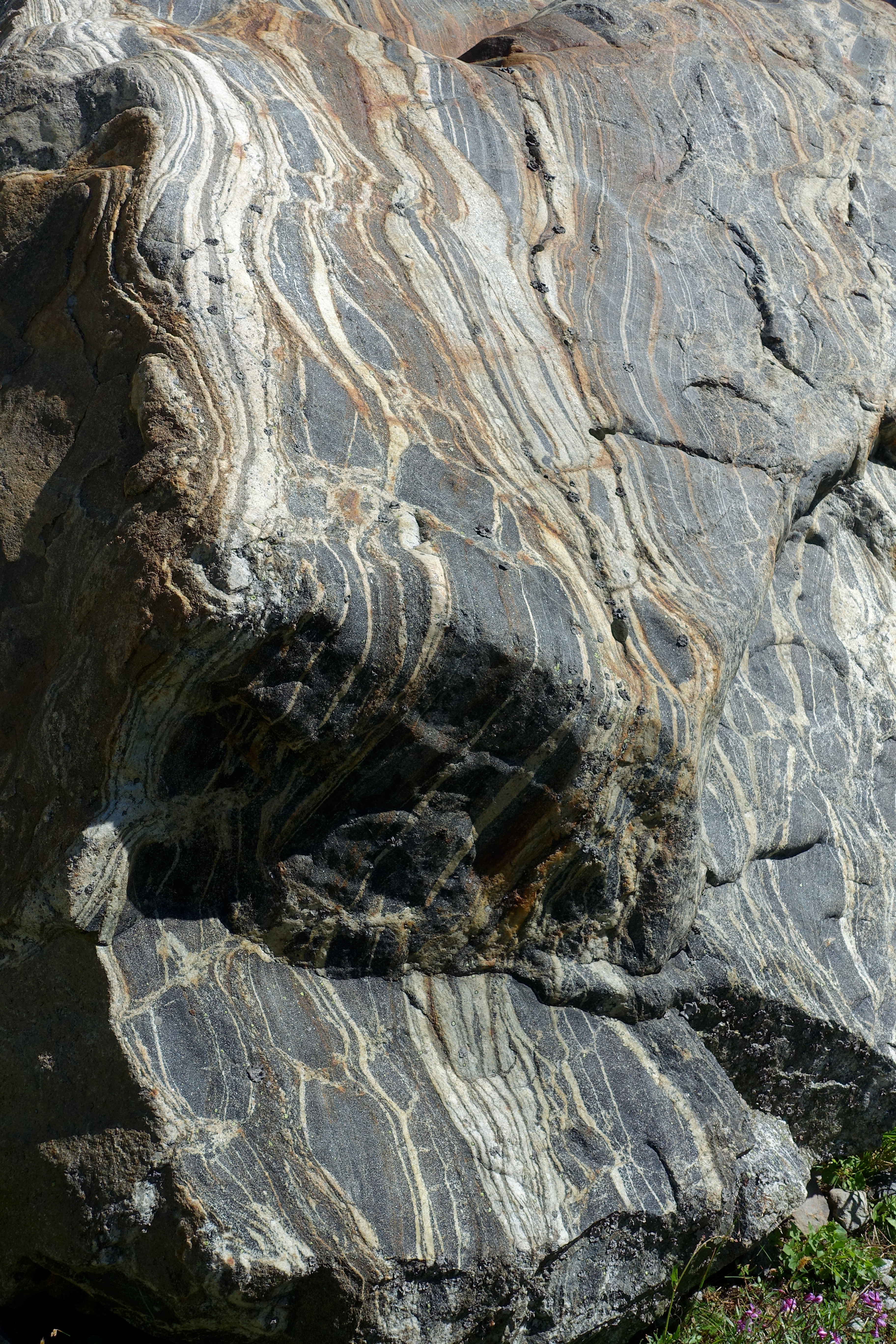
Der Triftgletscher lagerte im Gletschervorfeld mächtige Findlinge von Schollen-Amphibolit ab, die aus dem Gebiet von Gwächtenhorn und Triftstöckli stammen. Die dunklen Amphibolitschollen sind in einer hellen, aufgeschmolzenen Granitmasse eingebettet.

### Chemische Zusammensetzung
In der folgenden Tabelle ist die chemische Zusammensetzung einiger Amphibolit-Vertreter zusammengefasst (in Masse-%, nach Pfeiffer, Kurze & Matthé, 1985).
| Chem. Verbindung | 1 | 2 | 3 | 4 | 5 |
| ---------------- | --- | --- | --- | --- | --- |
| SiO2             | 48,2 | 50,3 | 50,7 | 45,4 | 52,5 |
| TiO2             | 1,9 | 1,6 | 1,7 | 2,0 | 0,4 |
| Al2O3            | 14,5 | 15,7 | 13,0 | 14,4 | 17,2 |
| Fe2O3            | 3,5 | 3,6 | 2,8 | 2,4 | 4,4 |
| FeO              | 10,5 | 7,8 | 8,4 | 7,4 | 5,0 |
| MnO              | 0,3 | 0,2 | 0,2 | 0,2 | 0,1 |
| MgO              | 6,6 | 7,0 | 10,6 | 8,2 | 6,7 |
| CaO              | 10,3 | 9,5 | 6,7 | 8,9 | 8,6 |
| Na2O             | 1,9 | 2,9 | 2,0 | 2,4 | 4,9 |
| K2O              | 1,0 | 1,1 | 1,0 | 0,9 | 0,4 |
| H2O+             | 1,3 | 0,3 | 2,6 | 2,9 | 0,7 |
| CO2              | – | – | – | 4,3 | – |
| Quellen          | 1 = Amphibolite (Mittelwert aus 7 Analysen), Emerville area (Adirondacks, USA) 2 = Amphibolite (Mittelwerte aus 200 Analysen) 3 = Amphibolit mit gabbroiden Gefügerelikten, Claußnitz (Erzgebirge) 4 = Granat-Amphibolit, Hammerunterwiesenthal (Erzgebirge) 5 = Epidot-Amphibolit, Sulitelma (Norwegen) | 1 = Amphibolite (Mittelwert aus 7 Analysen), Emerville area (Adirondacks, USA) 2 = Amphibolite (Mittelwerte aus 200 Analysen) 3 = Amphibolit mit gabbroiden Gefügerelikten, Claußnitz (Erzgebirge) 4 = Granat-Amphibolit, Hammerunterwiesenthal (Erzgebirge) 5 = Epidot-Amphibolit, Sulitelma (Norwegen) | 1 = Amphibolite (Mittelwert aus 7 Analysen), Emerville area (Adirondacks, USA) 2 = Amphibolite (Mittelwerte aus 200 Analysen) 3 = Amphibolit mit gabbroiden Gefügerelikten, Claußnitz (Erzgebirge) 4 = Granat-Amphibolit, Hammerunterwiesenthal (Erzgebirge) 5 = Epidot-Amphibolit, Sulitelma (Norwegen) | 1 = Amphibolite (Mittelwert aus 7 Analysen), Emerville area (Adirondacks, USA) 2 = Amphibolite (Mittelwerte aus 200 Analysen) 3 = Amphibolit mit gabbroiden Gefügerelikten, Claußnitz (Erzgebirge) 4 = Granat-Amphibolit, Hammerunterwiesenthal (Erzgebirge) 5 = Epidot-Amphibolit, Sulitelma (Norwegen) | 1 = Amphibolite (Mittelwert aus 7 Analysen), Emerville area (Adirondacks, USA) 2 = Amphibolite (Mittelwerte aus 200 Analysen) 3 = Amphibolit mit gabbroiden Gefügerelikten, Claußnitz (Erzgebirge) 4 = Granat-Amphibolit, Hammerunterwiesenthal (Erzgebirge) 5 = Epidot-Amphibolit, Sulitelma (Norwegen) |

### Mineralogische Zusammensetzung
Die nachfolgende Tabelle vermittelt einen beispielhaften Überblick zum Mineralbestand verschiedener Amphibolit-Vorkommen (in Masse-%, nach Pfeiffer, Kurze & Matthé, 1985).
| Vorkommen                         | Hornblende | Plagioklas | Epidot/ Klinozoisit | Zoisit | Granat | Pyroxen | Biotit | Chlorit | Quarz | Akzessorien |
| Emerville area (Adirondacks, USA) | 68         | 18         | –                   | –      | –      | 1       | 1      | –       | 9     | 3           |
| Kamerwald (Spessart)              | 44         | 49         | –                   | 1      | –      | –       | –      | –       | 3     | 3           |
| Claußnitz (Erzgebirge)            | 65         | 24         | 1                   | –      | 2      | –       | –      | 2       | 2     | 4           |
| Mildenau (Erzgebirge)             | 60         | 3          | 15                  | –      | 10     | 4       | –      | –       | 6     | 2           |
| Sulitelma (Norwegen)              | 42         | 431        | –                   | 12     | –      | –       | –      | 3       | –     | –           |

1) Albit
Die Verwendung der Bezeichnung „Amphibolit“ für amphibolreiche (mit einem Anteil von bis zu 30 % Vol. Amphibol) Gesteine, die nicht aus Basalt entstanden sind, ist umstritten. Hierfür sollen alternative Bezeichnungen, z. B. Amphibol-Gneis, verwendet werden. Nach Wimmenauer (1985) wird bei Feldspatgehalten von über 50 Prozent der Begriff Amphibolgneis und bei Amphibolgehalten über 80 Prozent die Bezeichnung Amphibolschiefer empfohlen.

## Geschichte
Die Gesteinsbezeichnung geht auf Alexandre Brongniart zurück, der Amphibolit erstmals im Journal des Mines (Bd. XXXIV) 1827 beschrieb. Bernhard von Cotta führt es in diesem Sinne in seinem Werk Die Gesteinslehre von 1855 als Synonym für Hornblendefels, in der Zweitauflage (1862) als Synonym für sowohl Hornblendefels als auch Hornblendeschiefer auf und Franz Loewinson-Lessing erklärt das Schlagwort Amphibolit in seinem Petrographischen Lexikon (1893) ebenfalls ganz im Brongniart’schen Sinn.

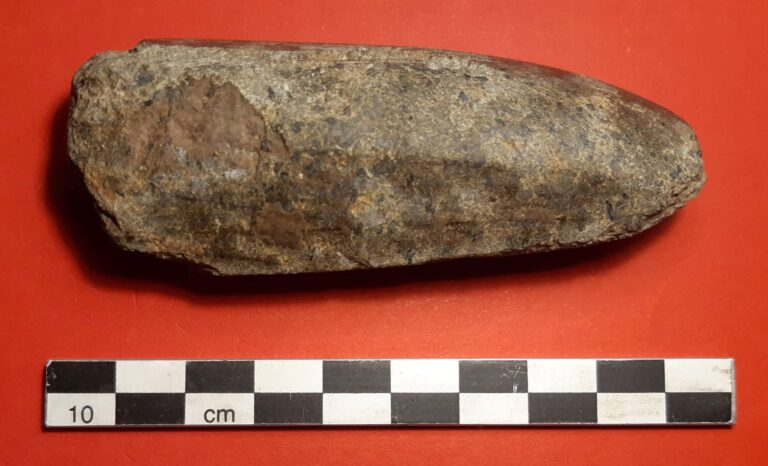
Schuhleistenkeil aus Amphibolit. Er stammt vom neolithischen Fundplatz „Hasenkamp“ bei Minden.

## Eigenschaften und Verwendung
Die Farbe von Amphibolit variiert mit dem Mineralbestand. Häufig sind jedoch Töne von schwarz über grau bis dunkelgrün oder, bei hohem Plagioklasanteil, schwarz-weiß gemustert. Er wird vorwiegend als Werkstein, für Bodenbeläge und Wandverkleidungen genutzt. In der Jungsteinzeit wurden daraus auch Dechselklingen hergestellt (Schuhleistenkeile). Außerdem wird Amphibolit als Straßenbaustoff, Eisenbahnschotter und Belag von Sandplätzen verwendet.

## Vorkommen
In Kanada wurden die Protolithe von Amphiboliten aus dem so genannten Nuvvuagittuq-Grünsteingürtel auf ein Alter von etwa 4,280 Milliarden Jahre datiert. Es handelt sich damit um das zurzeit älteste bekannte Stück Erdkruste. In Deutschland kommt Amphibolit, wenngleich aus wesentlich jüngeren Ausgangsgesteinen hervorgegangen, in faktisch allen variszischen Grundgebirgsaufbrüchen vor, in denen sich metamorphe Gesteinskomplexe finden, u. a. im Ruhlaer Kristallin des Thüringer Waldes, in der Münchberger Gneismasse, am Kyffhäuser sowie im Erzgebirge, im Fichtelgebirge und im Schwarzwald.
In 13 Betriebsstätten wurden in Österreich im Jahr 2019 rund 2 Millionen Tonnen Amphibolit abgebaut. Acht Bergbaubetriebe, die Amphibolit fördern, liegen im Bundesland Kärnten. Der Dunkelstein, der namensgebende Berg des Dunkelsteinerwaldes (südliche Böhmische Masse) in Niederösterreich, verdankt seinen Namen der dunklen Färbung des Amphibolits, aus dem er aufgebaut ist.